# Juan Luis Arsuaga
Juan Luis Arsuaga Ferreras, né à Madrid en 1954, est un paléoanthropologue espagnol. Il est l'un des découvreurs de l'espèce Homo antecessor, datée d'environ 850 000 ans, dont les fossiles ont été mis au jour lors des fouilles du site d'Atapuerca, près de Burgos, en Espagne.

## Formation
Enfant, Juan Luis Arsuaga montrait déjà un grand intérêt pour la Préhistoire. Cette passion serait née de la lecture de La Guerre du feu de J.-H. Rosny aîné, et de la visite de fouilles archéologiques près de Bilbao.
Il est docteur en biologie de l'université complutense de Madrid.

## Carrière
Juan Luis Arsuaga est responsable du département de paléontologie de l'université complutense de Madrid depuis 2001.
Il est professeur invité du département d'anthropologie de l'University College de Londres.

## Travaux
Depuis 1982, Juan Luis Arsuaga est membre de l'équipe de recherche sur les sites préhistoriques de la sierra d'Atapuerca, près de Burgos (Espagne). Les fouilles réalisées sur les différents sites d'Atapuerca ont permis de mettre au jour un grand nombre de fossiles humains, attribués à au moins deux espèces différentes, et de nombreux vestiges lithiques, apportant ainsi des informations majeures sur le Paléolithique inférieur en Europe.
Juan Luis Arsuaga est coauteur de la publication décrivant l'espèce Homo antecessor en 1997.
En 2014, il publie pour les fossiles humains de la Sima de los Huesos une datation d'environ 430 000 ans et propose de les réattribuer à la lignée néandertalienne, en lieu et place de l'espèce Homo heidelbergensis, ce qui sera confirmé par une étude génétique publiée en 2016.

## Organismes et associations
Il est membre de l'Association internationale pour l'étude de la paléontologie humaine, vice-président de la Commission de paléontologie humaine et de paléoécologie de l'INQUA (International Union for Quaternary Research).
Il a donné de nombreuses conférences dans les universités de Londres, Cambridge, Zurich, Rome, Arizona, Philadelphie, Berkeley, New York, Tel Aviv-Jaffa.

## Distinctions
Avec José María Bermúdez de Castro et Eudald Carbonell, codirecteurs de l'équipe de recherche d'Atapuerca depuis 1991, Juan Luis Arsuaga a reçu en 1997 le Prix Princesse des Asturies de la Recherche scientifique et technique et le Prix Castilla y León des Sciences sociales et Humanités, pour la découverte et la description d'Homo antecessor à Atapuerca.

## Publications
Juan Luis Arsuaga est l'auteur de multiples publications scientifiques dans des revues telles que Nature, Science, Journal of Human Evolution, Journal of Archaeological Science, American Journal of Physical Anthropology.

### Ouvrages
- (es) El primer viaje de nuestra vida, 2012  (ISBN 978-84-9998180-2)
- (es) Amalur, 2002  (ISBN 84-8460-191-9)
- (es) El enigma de la esfinge 2001,  (ISBN 8401341604)
- (es) El collar del neandertal, 1999  (ISBN 84-7880-793-4), traduit en français : Le Collier de Néandertal
- (es) Atapuerca, un millón de años de historia, 1999  (ISBN 8474916291)
- (es) La especie elegida 1998, avec Ignacio Martínez  (ISBN 84-7880-909-0)

### Articles
- (en) Juan Luis Arsuaga et al., « Neandertal roots : Cranial and chronological evidence from Sima de los Huesos », Science, vol. 344, no 6190,‎ 20 juin 2014, p. 1358-1363 (DOI doi:10.1126/science.1253958, lire en ligne)
- (en) José María Bermúdez de Castro, Juan Luis Arsuaga, Eudald Carbonell, Antonio Rosas, I. Martinez, M. Mosquera, « A Hominid from the Lower Pleistocene of Atapuerca, Spain : Possible Ancestor to Neandertals and Modern Humans », Science, vol. 276, p. 1392-1395, 1997